# 21e corps d'armée (France)
Pour les articles homonymes, voir 21e corps d'armée.
Pour le corps français de 1870, voir 21e corps d'armée (1870-1871).
Le 21e corps d'armée est un corps de l'Armée française. Créé par décret du 31 décembre 1913, il regroupe les troupes de la 21e région militaire (Épinal). Lors du déclenchement de la Première Guerre mondiale, il est rattaché à la 1re armée du général Dubail. Il combat ensuite lors de la Seconde Guerre mondiale.

## Création et différentes dénominations
- 31 décembre 1913 : formation du 21e corps d'armée
- 8 mars 1916 : renommé Groupement Maistre
- 20 mars 1916 : renommé 21e corps d'armée
- juin 1940 : dissous

## Les chefs du21ecorpsd'armée
- 13 janvier 1914 : général Legrand-Girarde
- 12 septembre 1914 : général Maistre
- 1er mai 1917 : général Pont
- 1er septembre 1917 : général Degoutte
- 10 juin 1918 : général Naulin
- 11 février 1919 - 3 janvier 1921 : Général Jacquot
- 2 septembre 1939 - 23 juin 1940 : Général Flavigny[1]

## Première Guerre mondiale

### Composition

#### À la mobilisation
- Chef d'E.M.: Lieutenant-colonel Baucheron de Boissoudy.
- Commandant de l'Artillerie: Général Dumézil.
- Commandant du Génie: Lieutenant-colonel Buvignier.

13e division d'infanterie : général Bourdériat
- 25e brigade d'infanterie : général Barbade

17e régiment d'infanterie, (Épinal), colonel Brue.
17e bataillon de chasseurs à pied, (Baccarat), commandant Carrère.
20e bataillon de chasseurs à pied, (Baccarat), commandant Michaut.
21e bataillon de chasseurs à pied, (Raon-l'Étape), commandant Rauch.
- 26e brigade d'infanterie : colonel Hamon

21e régiment d'infanterie, (Langres), colonel Frisch.
109e régiment d'infanterie, (Chaumont), colonel Aubry.
- Cavalerie :

5e escadron du 4e régiment de chasseurs à cheval, Lieutenant Adam
- Artillerie :

A.D.13 : 62erégiment d'artillerie de campagne (3 groupes), (Épinal),  colonel Griache.
- Génie :

11e régiment du génie (compagnie 21/1)
43e division d'infanterie : général Lanquetot.
- 85e brigade d'infanterie : général Pillot.

149e régiment d'infanterie, (Épinal), colonel Menvielle.
158e régiment d'infanterie, (Bruyères, Corcieux), colonel Houssement.
- 86e brigade d'infanterie : colonel Olleris.

1er bataillon de chasseurs à pied, (Senones), commandant Tabouis.
3e bataillon de chasseurs à pied, (Saint-Dié), commandant Reneaud.
10e bataillon de chasseurs à pied, (Saint-Dié), commandant Éveno.
31e bataillon de chasseurs à pied, (Saint-Dié), commandant Hennequin.
- Cavalerie :

6e escadron du 4e régiment de chasseurs à cheval, capitaine Dézautière.
- Artillerie :

AD.43: 12erégiment d'artillerie de campagne (3 groupes), (Bruyères), colonel Cheminon.
- Génie :

11e régiment du génie (compagnies 21/2)
Éléments Organiques de corps d'armée: (EOCA)
- Cavalerie : (rattachée au 21e CA): colonel Arthuis.

4e régiment de chasseurs à cheval (4 escadrons), (Épinal)
- Artillerie : (rattachée au 21e CA)

59e régiment d'artillerie de campagne, (Chaumont), 4 groupes, colonel Anus.
- Génie : (rattaché au 21e CA)

11erégiment du génie (compagnies 21/3, 21/4, 21/16, 21/21)
- Autres (rattaché au 21e CA) :

Génie : compagnies de S.M. 21/3 et 21/4, compagnie d'équipage de pont 21/16, compagnie de parc 21/21 du 11e Régiment
21e escadron du train des équipages militaires
21e section de secrétaires d'état-major et du recrutement
21e section d'infirmiers militaires (SIM)
21e section de commis et ouvriers militaires d'administration (SCOMA)
Éléments non endivisionnés (ENE)
- Réserve d'infanterie :

57e bataillon de chasseurs à pied - capitaine Besson
60e bataillon de chasseurs à pied - capitaine Boisselet
61e bataillon de chasseurs à pied - capitaine Bernard

### Historique

#### Avant-guerre
Créé par décret du 31 décembre 1913, en application de la plus récente loi militaire, il correspond au territoire de la 21e région militaire. Il compte la 13e DI venue du 7e CA et la 43e DI de nouvelle formation. Avec un état-major à Épinal, le 21e corps recrute dans la Haute-Marne, dans la Haute-Saône, il contient de nombreux Vosgiens et Lorrains.

#### 1914
Il est subordonné, au début de la Première Guerre mondiale à la Ire Armée. Son secteur de couverture se situe en rive droite de la vallée de la Meurthe et haute Meurthe, d'Avricourt jusqu'à Fraize comprenant les cols sur la frontière (Donon, Hantz, Saales, Sainte-Marie, Bonhomme).
- 2 - 14 août : en couverture sur la haute Meurthe, entre Fraize et Montigny ; puis à partir du 8 août mouvement offensif et occupation des cols des Vosges.
- 14 - 20 août : combats de Plaine et de Saint-Blaise-la-Roche, puis occupation du Donon et progression jusqu'à Schirmeck.

18 août : combat dans la région de Schirmeck. À partir du 18 août, mouvement par le Donon en direction de Sarrebourg.
- 20 - 26 août : engagé le 20 août dans la bataille de Sarrebourg. À partir du 21 août, repli vers la Meurthe entre Baccarat et Étival-Clairefontaine, puis vers la région nord-est de Rambervillers.
- 26 août - 2 septembre : engagé dans la bataille de la Mortagne ; combat vers le col de la Chipotte et Sainte-Barbe.
- 2 - 7 septembre : retrait du front et mouvement vers la région de Girecourt-sur-Durbion. À partir du 4 septembre transporté par V.F. de la région d'Épinal dans la région de Wassy, puis mouvement vers Mailly-le-Camp.
- 7 - 14 septembre : engagé dans la  bataille de la Marne. Du 7 au 10 septembre participe à la bataille de Vitry, combat dans la région du camp de Mailly, le 9 septembre prise de Sompuis. À partir du 10 septembre poursuite par Saint-Germain-la-Ville et Courtisols en direction de Souain.
- 14 septembre - 1er octobre : combat vers Souain, puis stabilisation dans cette région.
- 1er - 5 octobre : retrait du front et transport par V.F. de la région de Châlons-sur-Marne aux régions d'Armentières et de Saint-Pol-sur-Ternoise. le 4 octobre combat de Five-Lille.
- 5 - 14 octobre : engagé dans la 1re bataille de l'Artois, combat dans la région de Carency, La Bassée.
- 14 octobre 1914 - 9 mai 1915 : occupation d'un secteur dans cette région.

14 - 31 octobre : attaques françaises sur Vermelles, Ablain-Saint-Nazaire, Angres et le Rutoire.
31 octobre : front réduit à droite jusque vers Notre-Dame-de-Lorette, le 31 décembre front étendu à droite jusque vers Ablain-Saint-Nazaire.
16 - 21 décembre : attaques françaises au nord de Vermelles et vers Notre-Dame-de-Lorette.
3 - 8 mars 1915 : attaques allemandes vers Notre-Dame-de-Lorette et contre-attaques françaises.
15 - 20 mars : attaques françaises sur le plateau de Notre-Dame-de-Lorette.
8 mai : front réduit à gauche jusqu'au nord de Grenay.

#### 1915
- 9 mai - 25 septembre : engagé dans la 2e bataille de l'Artois, attaques françaises vers Notre-Dame-de-Lorette et Souchez.

12 mai : prise de la chapelle de Notre-Dame-de-Lorette.
12 mai - 16 juin : nouvelles attaques sur le plateau de Notre-Dame-de-Lorette.
16 - 29 mai : réduction à gauche jusqu'au sud-est de Grenay. À partir du 29 mai, relève partielle par l'armée britannique, la liaison avec cette armée est située au sud-est de Grenay.
16 - 30 juin : fin de la conquête du plateau de Lorette.
- 25 septembre 1915 - 11 janvier 1916 : engagé dans la 3e bataille de l'Artois. Attaque sur Angres et le bois de Givenchy.

23 décembre : réduction du secteur à droite aux abords sud d'Angres.

#### 1916
- 11 janvier - 1er février : retrait du front et repos dans la région Saint-Pol, Frévent.
- 2 - 25 février : mouvement vers le camp de Saint-Riquier, instruction.
- 25 février - 20 mars : transport par V.F. dans la région de Revigny-sur-Ornain et repos vers Vavincourt.

À partir du 8 mars, engagé dans la bataille de Verdun, dans la région bois Nawé, Douaumont, fort et village de Vaux, Eix.
8, 9, 10, 11, 16 et 18 mars : attaques allemandes.
20 mars : contre-attaque française au nord du fort de Vaux.
- 20 mars - 15 avril : retrait du front dans la région est de Bar-le-Duc, puis travaux sur la rive gauche de la Meuse et repos.
- 15 avril - 2 mai : transport par V.F. dans la région de Châlons-sur-Marne ; repos.
- 2 mai - 25 juillet : occupation d'un secteur vers la butte de Souain et la cote 196.
- 25 juillet - 10 août : retrait du front. Repos dans la région de Châlons-sur-Marne.
- 10 août - 3 septembre : transport par V.F. dans la région de Marseille-en-Beauvaisis, Froissy ; repos et instruction.
- 3 septembre - 29 décembre : mouvement vers la région entre l'Avre et la Noye. À partir du 19 septembre, engagé dans la bataille de la Somme, dans la région de Vermandovillers, sud-est d'Estrées-Deniécourt.

10, 14 octobre : attaques françaises sur Ablaincourt.
7 novembre : prise d'Ablaincourt.
15 novembre : attaque allemande sur Ablaincourt. Puis à partir de fin novembre, organisation des positions conquises.
28 décembre : réduction du front à gauche jusqu'au nord-est d'Ablaincourt.
- 29 décembre 1916 - 14 avril 1917 : retrait du front ; transport par V.F. dans la région de Vesoul, instruction et couverture dans la région de Villersexel (éléments en couverture à la frontière suisse).

#### 1917
- 14 avril - 20 mai : transport par V.F. de Vesoul à Sézanne ; repos et instruction dans la région de Château-Thierry.
- 20 mai - 31 octobre : transport vers Soissons, puis à partir du 25 mai, occupation d'un secteur vers le Panthéon et la ferme Mennejean.

6 juin : extension du front à gauche jusque vers Vauxaillon.
22 août : réduction à gauche jusqu'à la ferme de Mennejean.
27 août : réduction à droite jusqu'au nord-ouest de Jouy.
23 octobre : engagé dans la bataille de la Malmaison, prise de Vaudesson et de Chavignon, progression jusqu'aux abords d'Anizy-le-Château. Organisation et défense des positions conquises.
- 31 octobre - 20 novembre : retrait du front, mouvement vers La Ferté-sous-Jouarre ; repos et instruction.
- 20 - 28 novembre : constitution du groupement Degoutte ; transport vers Péronne (zone britannique) en vue d'exploiter l'offensive projetée ; non engagé.
- 28 novembre 1917 - 7 janvier 1918 : mouvement vers Montdidier, puis transport par V.F. vers Bruyères ; repos et instruction. À partir du 11 décembre des éléments du corps d'armée sont affectés à d'autres unités pour des travaux en 2e ligne.

#### 1918
- 7 - 20 janvier : mouvement vers Dommartin-lès-Remiremont.
- 20 janvier - 17 mai : occupation d'un secteur vers la Chapelotte et le ballon de Guebwiller. Actions locales de part et d'autre.

31 mars : extension du front à droite jusque vers Leimbach.
- 17 - 27 mai : retrait du front, mouvement vers Le Thillot. À partir du 20 mai, transport par V.F. vers Orrouy, Béthisy-Saint-Pierre, Verberie ; mouvement vers Crépy-en-Valois.
- 27 mai - 21 juin : engagé dans la 3e bataille de l'Aisne. Résistance sur la Vesle à la poussée allemande, perte de Bazoches-sur-Vesles. À partir du 28 mai, repli sur Fismes et Fère-en-Tardenois, sur Château-Thierry et Épaux-Bézu. Le 2 juin, stabilisation du front entre Vaux et Hautevesnes. Violents combats, notamment au bois de Belleau.
- 21 juin - 15 juillet : retrait du front, transport en Champagne, à partir du 23 juin occupation d'un nouveau secteur vers Tahure et le mont Sans Nom.

28 juin : réduction du secteur à gauche jusque vers Auberive-sur-Suippe.
1er juillet : extension à droite jusqu'aux Mamelles.
- 15 - 18 juillet : engagé dans la 4e bataille de Champagne. Résistance sur la position principale.
- 18 juillet - 25 septembre : pendant la 2e bataille de la Marne, contre-attaque et réoccupation d'une partie du terrain cédé. Organisation du nouveau front. Actions locales et fréquentes dans le secteur.

23 juillet : extension à droite jusqu'à Le Mesnil-lès-Hurlus.
16 septembre : extension à droite jusqu'à la ferme de Beauséjour.
- 25 septembre - 18 octobre : préparatifs d'offensive sur le front Perthes-lès-Hurlus, bois Sabot. À partir du 26 septembre, engagé dans l'Offensive Meuse-Argonne et son exploitation. Progression jusqu'au front Saint-Étienne-à-Arnes et Orfeuil atteint le 3 octobre. Organisation du terrain conquis. À partir du 11 octobre, nouvelle progression jusqu'à l'Aisne, entre le sud de Rilly-aux-Oies et Givry.
- 18 octobre - 5 novembre : retrait du front ; mouvement vers Reims et à partir du 20 octobre, engagé dans la bataille de la Serre, dans la région du Thour. Progression en combattant vers Recouvrance et nord de Nizy-le-Comte.
- 5 - 11 novembre : prend part à la poussée vers la Meuse, poursuite sur l'axe Hannogne-Saint-Martin, Signy-l'Abbaye jusqu'à la Meuse.

### Rattachement
- 1re armée

2 août - 4 septembre 1914
14 avril - 20 mai 1917
- 2e armée

19 janvier - 19 février 1916
25 février - 15 avril 1916
- 3e armée

4 - 7 septembre 1914
25 - 27 février 1916
29 novembre - 3 décembre 1917
- 4e armée

7 - 14 septembre 1914
15 avril - 10 août 1916
21 juin - 18 octobre 1918
- 5e armée

20 - 27 mai 1918
18 octobre - 11 novembre 1918
- 6e armée

20 mai - 20 novembre 1917
27 mai - 21 juin 1918
- 7e armée

30 décembre 1916 - 14 avril 1917
2 décembre 1917 - 20 mai 1918
- 9e armée

14 septembre - 1er octobre 1914
- 10e armée

5 octobre 1914 - 19 janvier 1916
19 - 25 février 1916
10 août - 30 décembre 1916
- Détachement d'armée Maud'huy

1er - 5 octobre 1914
- GQG

20 - 29 novembre 1917

## Seconde Guerre mondiale
Le 10 mai 1940, il fait partie des Réserves de Quartier Général.